# Ross McCall
Ross McCall, född den 13 januari 1976 i Port Glasgow, Skottland, Storbritannien, är en brittisk skådespelare. Ross hade ett förhållande med skådespelerskan Jennifer Love Hewitt i tre år, men de separerade 2008. Han är troligtvis mest känd för sin roll som Cpl. Joseph Liebgott i den prisbelönade serien Band of Brothers. Han hade en biroll i filmen Green Street Hooligans och erhöll huvudrollen i uppföljaren Green Street Hooligans 2: Stand Your Ground.

## Filmografi

### Filmer
- 2014 – The Beautiful Ones
- 2014 – In Embryo
- 2013 – It's Not You, It's Me
- 2011 – The Guest Room
- 2009 – Knuckle Draggers
- 2009 – Green Street Hooligans 2
- 2008 – Bårhuset
- 2007 – Trade Routes
- 2007 – The Man (TV-film)
- 2005 – Icon (TV-film)
- 2005 – Submerged
- 2005 – The Snake King
- 2005 – Green Street Hooligans
- 2004 – Nature Unleshed: Fire
- 2004 – EMR
- 2003 – LD 50 Lethal Dose
- 1998 – My Summer with Des (TV-film)
- 1992 – Waterland
- 1990 – Dr Jekyll & Mr Hyde (TV-film)

### TV-serier
- 2010-2012 - White Collar (5 avsnitt)
- 2010 - Luther (1 avsnitt)
- 2008-2009 - Crash (26 avsnitt)
- 2006 - Ghost Whisperer (1 avsnitt)
- 2005 - Bones (1 avsnitt)
- 2005 - CSI: NY (1 avsnitt)
- 2001 - Band of Brothers (8 avsnitt)
- 1997 - Pie in the Sky (1 avsnitt)
- 1997 - The Broker's Man (1 avsnitt)
- 1996 - Brawell (1 avsnitt)
- 1993 - The Return of the Borrowers (? avsnitt)
- 1993 - Bonjour la Classe (1 avsnitt)
- 1992 - The Borrowers (? avsnitt)
- 1991 - The Brittas Empire (1 avsnitt)

Lucifer (netflix)

### Röst i TV-spel
- 2005 - Call of Duty 2: Big Red One
- 2005 - Call of Duty 2